# Helen Clitheroe
Helen Clitheroe (Reino Unido, 2 de enero de 1974) es una atleta británica especializada en la prueba de 3000 m, en la que consiguió ser campeona europea en pista cubierta en 2011.

## Carrera deportiva
En el Campeonato Europeo de Atletismo en Pista Cubierta de 2011 ganó la medalla de oro en los 3000 metros, con un tiempo de 8:56.66 segundos, por delante de la polaca Lidia Chojecka y la azerbaiyana Layes Abdullayeva (bronce).